# Мирослав Радовановић (књижевник)
Мирослав Радовановић (Горажде, 12. јун 1957) српски је филолог и књижевни критичар. Своје текстове објављује у многим часописима, те највећи број њих посветио је модерној српској књижевности. Учествовао је у политичком животу у БиХ.

## Биографија
Рођен је 12. јуна 1957. у Горажду. Основну школи и гимназију завршио је у Сарајеву.
Године 1976. уписао је Филозофски факултет у Сарајеву, студијску групу Југословенска књижевност и српски језик, гдје је дипломирао 1980. године. Постдипломске студије на Филозофском факултету у Сарајеву окончао је 1985. одбранивши магистарски рад Антрополошко виђење јунака романа Омерпаша Латас Иве Андрића. Од тада пише књижевну критику, есејистику и прозу које објављује у часописима „Израз”, „Живот”, „Градина”, „Савременик”, „Књижевник”, „Траг”, „Нова зора”, „Бдење” и други. Највећи број текстова посветио је модерној српској књижевности. Објавио је књиге „Студије и есеји из модерне српске књижевности” (АБЦ Глас, Београд, 1994), збирку прича „Српске приче” (Апостроф, Београд, 2003), „Приповедачки свет Данила Киша” (Завод за уџбенике Источно Сарајево, 2009).
Учествовао је у политичком животу у БиХ. Године 1998. основао је Радикалну странку РС, изразито десне оријентације, чији је и сада председник. У два сазива биран је за народног посланика у Парламенту Републике Српске. Члан је надзорног одбора ЈП „Завода за уџбенике и наставна средства“ а.д. Источно Сарајево, а ради и као професор.